# Aria Giovanni
Aria Giovanni (Los Ángeles, California; 3 de noviembre de 1977) es el nombre artístico de Cindy Renee Preto, una modelo de glamour y actriz erótica estadounidense.

## Biografía
Nació en Long Beach, California, EE. UU. Creció en la ciudad de Los Ángeles, California y estudió en una preparatoria del condado de Orange. Su padre era italo-yugoslavo y su madre era franco-germana-irlandesa-india. Acerca de sus primeros años de vida, Aria cuenta que era bastante tímida, teniendo un solo amigo durante la secundaria, aunque le iba muy bien en clases. De acuerdo a su página web, le fue tan bien que pudo graduarse de secundaria a la edad de 16 años y entrar en la universidad.
Cursó sus primeros años de la universidad en la carrera de Biología. Adicionalmente a sus estudios, recibió clases particulares de matemáticas.

## Inicios
Mientras estudiaba la universidad, trabajó como mesera para pagar sus gastos. Fue durante esta época que decidió entrar al mundo del modelaje. Empezó a responder anuncios de periódico a finales de 1998 y pronto empezó a aparecer en varias páginas web porno de amateurs tales como BubbleGirls, Amateur Pink, Busty Amateurs y Seductive Amateurs.
Fue para Busty Amateurs cuando logró sus primeros triunfos importantes, al darse a conocer como Kennedy entre las modelos famosas de la época, tales como Dazzie Kellog y Alissa Perry.
En el 2000, Aimee Sweet presentó a Giovanni con la fotógrafa Suze Randall, quién en mayo de ese año tomó unas fotografías de Giovanni que aparecieron en la revista Penthouse, siendo en septiembre de ese año la Penthouse Pet del mes en la revista. Al mismo tiempo, apareció en el sitio web Bomis, posando sin ropa para un concurso de Ferrari.
Durante la misma época de las sesiones de foto para Penthouse, fue transferida a la Universidad de California, en San Diego, para obtener el título en Bioquímica y una diplomatura en Escritura Inglesa. Sin embargo, decidió dejar sus estudios ya que sentía que el volumen de trabajo para dichos estudios no le dejaría tiempo para ser modelo: "Sabía que podía siempre regresar a los estudios, pero probablemente no podría regresar a ser modelo".

### Como actriz porno
Al posar para la revista Penthouse, es contactada por el productor de películas softcore Andrew Blake, con quien protagonizó inicialmente su película Aria en el 2001, luego Blondes and Brunettes, del mismo año y posteriormente Justine como coprotagonista de Justin jolli en el 2002. Fue en el 2004 cuando produjo su primera película, Meridians of Passion, que fue acogida con gran entusiasmo, más por la comunidad de admiradores de La Diosa del Erotismo que por el mercado internacional. 

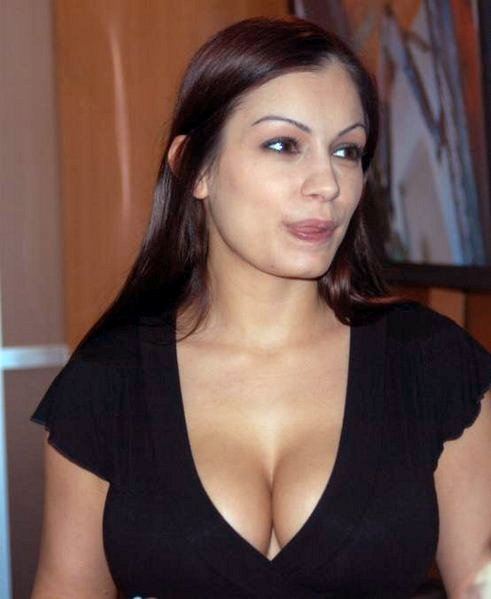
Aria Giovanni.

Ha aparecido en varias películas de tipo softcore, sin embargo sus escenas son casi siempre de tipo lésbico, donde el contacto sexual ha sido de forma implícita. Sin embargo, existe un vídeo de Bubble Girls grabado en septiembre de 1998 en la que se le ve experimentando placeres con su cuerpo (masturbación con sus manos, introducción de toda la mano y de objetos diversos en su vagina, y una escena donde se acaricia el cuerpo mientras orina), a lo que en numerosas entrevistas ha afirmado con franqueza: "Fue un error, todos nos equivocamos y considero que ese vídeo no ayudó a obtener el lugar actual que tiene mi carrera, no me arrepiento, ya que debemos aprender de nuestros errores, pero sí considero fue un error". A pesar de haber recibido innumerables ofertas para su paso al hardcore, tan sólo ha realizado algunos trabajos softcore, lésbicos y solos de la mano de Andrew Blake, provocando con su negativa que el deseo de los aficionados crezca aún más.  “La gente me etiqueta como pornostar en internet pero es incorrecto, me considero como una modelo nudista. La diferencia para mí es una pornostar hace hardcore, o sea tiene sexo por dinero sea una chica o chico, con chicos o con chicas, no interesa, si tienes sexo en cámara, eso lo consideraría una pornostar"
En el 2001 actuó con Monica Snatch en la película Survivors Exposed, una parodia de la serie de televisión Survivor. También apareció en el show de citas de TV Shipmates.
Giovanni ha aparecido también en bondage, fotografía de fetichismo y artística. Ha ganado particular respeto por pertenecer a las pocas modelos, de grandes pechos, que trabajan en el campo sin someterse a cirugía estética.
En 2008 participó en el primer episodio del proyecto PG Porn creado por James Gunn y definido, por él mismo, como porno "para la gente que le gusta todo del porno, excepto el sexo" en el que besa a un hombre, Nathan Fillion, delante de una cámara por primera vez.
Aria, en el año 2016 y luego de 16 años de trabajar como modelo, se retiró, realizando en Italia su última sesión fotográfica.

## Vida personal
Actualmente está divorciada, después de haber estado casada algunos años con el guitarrista de rock John Lowery, conocido como John 5, exguitarrista de la banda de Marilyn Manson y actualmente guitarrista de la banda de Rob Zombie.
En octubre del año 2002 en el programa The Howard Stern Show, Aria contó que el 3 de noviembre de 1998, en su cumpleaños 21, se casó con su novio, después de cinco años de noviazgo, con quien comenzó a salir cuando ella tenía 16. Después de cerca de cinco semanas, se dieron cuenta de que a pesar de estar enamorados, el estar casados les demostró que no eran compatibles el uno para el otro, y se divorciaron. Durante el mismo programa, Ella también contó que había estado viviendo con el guitarrista John 5, por los pasados cinco meses, y que esa fue la primera vez que estaba saliendo con alguien en la industria del entretenimiento. Aria y John 5 se casaron en el 2005, pero luego se divorciaron.

## Filmografía
2008:
- PG Porn - 1st episode: Nailing Your Wife.

2005:
- Virtual Lap Dancers.

2004:
- Meridians of Passion.

2003:
- Naked.

2002:
- Justine.
- Aria Giovanni.
- Thrill Seekers.
- Adriana Studio.
- 13 Erotic Ghosts.

2001:
- Girlfriends.
- Blondes & Brunettes.
- Aria.

2000:
- Aria Giovanni Digital Desires.